# Microregio
Een microregio (Portugees: microrregião, meervoud microrregiões) is een statistisch-geografisch gebied in Brazilië dat in orde van grootte tussen een mesoregio en een gemeente ligt. Er zijn 222 microregio's verdeeld over de 26 staten en het federaal district.
Het begrip wordt voornamelijk statistisch gebruikt door het IBGE; volgens de Braziliaanse grondwet is de microregio bedoeld om de gemeenschappelijke belangen van gemeenten te regelen. Dit wordt echter zelden uitgevoerd.